# Anii 1930 în informatică
- Anii 1920 în informatică — Anii 1930 în informatică — Anii 1940 în informatică

Anii 1930 în informatică se poate referi la:
- 1930 în informatică
- 1931 în informatică
- 1932 în informatică
- 1933 în informatică
- 1934 în informatică
- 1935 în informatică
- 1936 în informatică
- 1937 în informatică
- 1938 în informatică
- 1939 în informatică

Ideea de a folosi relee pentru a implementa logica binară era comună la sfârșitul anilor 1930.